# Günter Käs
Günter Käs (* 4. Juni 1932 in Nürnberg; † 17. November 2012) war ein deutscher Elektroingenieur.

## Leben
Käs war Professor an und Leiter der Abteilung „Radar und Elektronik“ der Universität der Bundeswehr in München. Nach seiner Emeritierung betrieb er in Pfaffenhofen/Ilm ein Ingenieurbüro für Radarmesstechnik. Er untersuchte die biologischen Wirkungen elektromagnetischer Felder.

## Schriften
- Günter Käs: Radar und andere Funkortungsverfahren. Oldenbourg, München / Wien 1973, ISBN 978-3-486-34241-3.
- Günter Käs u. a.: Schichtelektronik, Dickschicht- und Dünnschicht-Technik. Lexika-Verlag, Grafenau 1978, ISBN 978-3-88146-102-3.
- Günter Käs: Radartechnik. expert-Verlag, Grafenau 1981, ISBN 978-3-88508-685-7.
- Günter Käs: Qualität und Zuverlässigkeit elektronischer Bauelemente und Systeme. Oldenbourg, München / Wien 1983, ISBN 978-3-486-27351-9.
- Günter Käs, Peter Pauli: Mikrowellentechnik : Grundlagen, Anwendung, Messtechnik. Franzis, München 1991.